# دونافانت
دونافانت (بالإنجليزية: Dunnavant)‏ هي مدينة أمريكية تقع في ولاية ألاباما.ويبلغ عدد سكانها 981 نسمة حسب إحصاء سنة 2010 م.